# Шиклош
Шиклош (мађ. Siklós) је град у мађарској жупанији Барања, близу границе са Хрватском.
Град има близу 10 хиљада становника.
У Шиклошу делује српска мањинска самоуправа у Мађарској.

## Географија
Град Шиклош се налази у јужном делу Мађарске. Од првог већег града, Печуја, град је удаљен око 25 km јужно. Град се налази у средишњем делу Панонске низије, у историјској области Барања, на 10 km од границе Мађарске са Хрватском.
Године 1905. Шиклош има ПТТ комуникације и жељезничку станицу.
Подручје око насеља је бреговито, а надморска висина је око 105 m. Шиклош се управо и образовао око једног од брегова, на коме је данас тврђава.

## Историја
У Шиклошу је била земља Николе од Гара, зета српског кнеза Лазара. Срби су ту насељени 1508. године. Град Шиклош је почетком 16. века био столица српског деспота Стефана Штиљановића, који је ту и умро 1515. године. Од 1526. године, после победе у Мохачкој бици заузели су Турци Шиклош, и ту је било седиште турског паше.
У лето 1566. године ратовали су Хрвати и Турци око Сигета и Шиклоша, који су тада држали Турци. Око 1500 хрватских војника је кренула на Шиклош, намеравајући да га преотму и спале. Предводили су 1000 пешака и 500 коњаника - Гашпар Алапић, Никола Ковач, Петар Бачица и Вук Папратовић. Водила се пред градом жестока битка, у којој су Хрвати и Срби жестином напада разбили строј турски. Мехмед-ага турски војсковођа се удавио у бари, а три његова сина су постали сужњи. По другом извору те 1566. године између Шиклоша и Сигета ратовали су пре свега Срби уз Хрвата, Николу Шубића Зрињског. Истакли су се у борбама 5-6. септембра 1566. године његов пријатељ, Вук Папротовић са својим Србима, затим Јулијан Орачевич са коњаницима. Оберкапетан Јандов, Радован и Јован Новаковић са својим Србима су се борили „као лавови”. Дана 7. септембра погинуо је ту на бојном пољу хрватски племић Никола Зрињски. Српски војвода Вук Папратовић је нападао 1566. године Турке код Шиклоша са својом малом четом, исекао турских триста коњаника и живог заробио Мехмедова, иначе рођака султана Сулејмана Величанственог. Шиклош су ослободили Аустријанци током рата са Турцима 1686. године.
У Шиклошу је рођен Герасим Адамовић, био је архимандрит бездински (1783-1789), затим епископ ердељски са седиштем у Рашинари код Сибиња, где је умро 1796. године. Ердељ је потпао под јурисдикцију Карловачке митрополије 1783. године док је епископ био Гедеон Никитић. На црквено-народном сабору 1790. године залагао Адамовић се да Румуни добију иста права (привилегије) као и Срби у Карловачкој митрополији. Он је 1791. године саставио заједно са унијатским епископом Бобом петицију упућену бечком двору, у којој је тражено национално ослобађање Румуна у оквиру монархије.
Годишњи вашар у Шиклошу одржавао се 1827. године двапут: у недељу Пресвете Тројице (Духови) и 20. новембра. Мавро Јокаи мађарски књижевник и новинар је 1861. године изабран за земаљског посланика у Шиклошу.
Мађарски велепоседник Казимир Баћањи је 1862. године „држао” поседе Шомодор и Шиклош, са приходом 27.630 ф. Имање Баћањијево је међутим било дужно 950.000 ф. и због тога је било конфисковано.

## Становништво
Последњих година број становника Шиклоша опада, па је на попису 2010. године број Шиклошана пао испод 10 хиљада.
Становништво Шиклоша данас је претежно мађарско (91,4%), али ту живе и припадници мањинских народа: Немци (2,1%), Срби (0,3%), Хрвати (3,0%), Роми (1,6%).
Невелика српска заједница има месну самоуправу, једну од 20-ак активних подружница српске мањинске самоуправе у Мађарској.

### Попис1910.
| Шиклош | Шиклош |
| --- | --- |
| Језик | Вера |
| <div style="border:solid transparent;position:absolute;width:100px;line-height:0; укупно: 6.521 Мађарски 5.795 (88,86%) Немачки 465 (7,13%) Српски 170 (2,60%) Хрватски 56 (0,85%) Словачки 14 (0,21%) Румунски 1 (0,01%) остали 20 (0,30%) - (-%) | укупно: 6.521 Римокатол. 4.034 (61,86%) Калвинисти 1.566 (24,01%) Јевреји 603 (9,24%) Православци 207 (3,17%) Лутерани 94 (1,44%) Гркокатолици 7 (0,10%) Унитаристи 1 (0,01%) остали 9 (0,13%) |

Напомена: Исказано заједно са насељем Ђуд, које је укинуто.

## Срби у Шиклошу
Срби место Шиклош више зову са Шиклуш или Шиклеуш, а древна варијанта је Соколош. По смрти српског деспота Јована Бранковића 1503. године позове удовица његова, Јовановог рођака по мајци Стевана Штиљановића из Паштровића. Овај је дошао у Срем и примио власт као нови српски деспот. Стефан Штиљановић је био познат по својој побожности и јунаштву. Подигао је за своје време две задужбине, два фрушкогорска манастира Кувеждин и Шишатовац. Како су Турци наваљивали на Срем, он се дигао са војском из седишта Моровића, и прешао у Барању, где је столицу пренео у Соколош (Шиклош). Ту је боравио од 1508. до своје смрти 1515. године. Са његовом смрћу угасило се српско деспотство, а Турци су кренули да покоре Угарску.
Код града Шиклоша на брду Ђунтиру, је био сахрањен српски деспот Стефан Штиљановић. Ту се налазио велики мермерни крст и исто таква монументална ограда. Сваке године долазили су Срби уочи 2. августа, да му присуством и свеноћним бденијем одају почаст. Деспот је умро у граду „Соколошу” (по српском) тј. Шиклошу 5. октобра 1515. године. Сахрањен је ван града, у лепом пределу који су Срби звали Ђунтир (а Мађари - „Gyöngyter”). Када су Турци загосподарили Шиклошом после Мохачке битке, десио се један случај. Турски војници стражари су једне ноћи у патроли пролазили близу његовог споменика, и видели некакву светлост да се ту исијава. Мислећи да ту има закопаног блага, раскопали су му гробно место. Нашли су Стефаново тело цело не иструло као тек да је сахрањено и сву одежду целу на њему. Они су то пријавили Амир-паши команданту града Шиклоша. Овај је позвао Мађаре, и распитао се ко је ту сахрањен. Мађари из града су му одговорили да то може само бити Господар Стефан, некадашњи властелин града и предела, велики Хришћанин, родом Рац (Србин). Амир-паша је иначе био Србин кога су Турци ухватили и потурчили у његовој младости, чак шта више Штиљановићев сродник из места одакле је и овај био родом. Због тога је паша показао наклоност, и сачувао је тело светитеља. То чудо о нетрулежном телу чуло се надалеко, па дођоше из манастира Шишатовца калуђери. Они су измолили тело Стефаново да га узму и однесу на Фрушку гору у његову цркву задужбину, као свеца. Када су преузели мошти светитеља 1547. године, богато су даровали Турке шиклушке. Светац деспот српски Стефан Штиљановић је положен у дрвени ћивот у олтару цркве шишатовачке. Стефанова супруга Елена која је живела у Чешкој, стигла је у манастир Шишатовац и целивала мужеве мошти. Остала је три године као монахиња Јелисавета, до смрти у манастиру Петковици. Стеван Михалџић народни посланик у југословенском парламенту је 1933. године дебатовао у прилика у Мађарској. Поменуо је споменик Штиљановићев код Шиклоша, који су почетком 20. века срушили неки мађарски шовиниста професор са својим ђацима, за време једне екскурзије. Споменик су каже он градили једном приликом српски војници. Године 1896. на брду Ђунтиру пола сата удаљеном од Шиклоша, залагањем шиклошког пароха Стевана Гојковића и прилозима народа, направљен је и освећен 1. августа нови крсни споменик - висок крст од три метра и велика камена спомен плоча са уклесаним натписом о светом Штиљановићу. Али врло мало Срба се ту искупило.
У подграђу тврђаве подигнута је првобитна српска црква у 17. веку. Иконостас шиклошког православног храма је осликао 1740. године сликар Христифор Жефаровић. Православно парохијско звање основано је 1777 године, али матрикуле су старије. Матица крштених води се од 1752. године, матица венчаних 1753. и матица умрлих 1754. године.
Нова црква подигнута је 1783. године, али је страдала убрзо у пожару 1806. године. Почетком 19. века обновљена је садашња црква посвећена Св. Димитрију, чији је иконостас сликан од стране иконописца Арсенија Видака половином тог века. Сав црквени мобилијар је леп пример класицистичког стила дубореза.
Капетана Перу Сегединца теретио је 1736. године подкупљени Ђорђе Мођорош бележник из Шиклуша, који је долазио код устаника и са њима био у контакту. Године 1799. писао је Доситеј Обрадовић свом пријатељу Христифору Теодоровићу у Шиклеуш. Одговорио му је у вези са неким књигама, које је тражио Теодоровић.
Архимандрит раковачки био је и Генадије Димовић Димић, рођен 1727. у Шиклошу. Од 1759. године је калуђер у манастиру Раковцу, а упокојио се у Плашком 1796. године. У Шиклошу је 1731. године 35 православних домова. Шиклошки парох 1735. године био је поп Јован који је пред Ускрс причестио 180 православних верника. Причестили су се следећи домаћини: Карастанковић, Печујлија, Киш, Баић, Бугарин, Тимић, Мали, Дмитровић, Аднађев, Деић, Обрадов, Даскалов, Тисаја, Петков, Миљуров, Аврамовић, Јовић, Арнаут, Момчилов, Бадовача, Чизмаџија и Бузаџија. У списку причешћених су и занимања: грк (трговац, трипут), опанчар, биров (двапут) и златар. Умро је средином 18. века поп Антоније Петровић, чији је епитаф до сада сачуван у цркви. Пописано је 1796. године у Шиклушу становништво, и било је тада 338 Срба, а век доцније, 1890. године остало их је 169 душа. Умањио се број Срба грађана за чак 169 особа, што је велики губитак за српску заједницу у том градићу.
Љубавну драму између Турчина и Српкиње, коју је саставио Шимић сенатор сомборски, купио је претплативши се 1807. године Јаков Алексић, купец Велико Шиклушки. Занимљиву књигу са биографијама великана је узео 1807. године из „Шиклеуша Великог” - Николај Ракић купац. Претплату за бечке „Новине сербске” скупљали су 1815. године у Шиклеушу, Арнаутовић и Апостоловић. Практичну књигу о виноградарству објављену 1816. године узео је поп Василије Адамовић, месни парох. О образовању и васпитању деце објављена је практична књига исте, 1816. године. Њени претплатници су били Шиклеушани: Јелисавета Војновић кћи постмајстора, Јаков Илић купец, епитроп и месни школски директор, Василиј Тешановић учитељ, Илија Цвијовић звонар и много купеца: Адамовић, Арнаутовић, Апостоловић, Николићи, Димитријевић, Поповић, три „купеческе калфе” - Бранковић, Поповић и Николић, те шнајдер Димитрије Јовановић. Шиклуш је 1824. године имао за учитеља знаменитог књижевника и филолога Адама Драгосављевића. Постојао је 1828. године у месту пренумерантски пункт због једне француске књиге. Окупио је претплатнике тамошње учитељ Аркадије Станковић. Свој примерак превода француског романа узели су: Јаков и Јован Алексић „от Фелминеша” (Јован је и школски надзиратељ), Јован Апостоловић трговац, Симеон атанацковић трговац, Михаил Лукић трговац, Софроније Софић казанџија, Евтимије Алексић абаџија. Једну српску књигу купио је велики број читалаца из Шиклоша, захваљујући скупљачу претплате учитељу Аркадију Станковићу (ту 1827-1830). Ту се нађоше на списку: поред много странаца, Мојсеј Војновић постмајстор шиклошки, Павел Поповић други учитељ и више трговаца и занатлија - укупно 34 егземплара. Године 1830. девет примерака Николићеве књиге купили су Шиклошани: Јаков и Јован Алексић од Фелминеша, Тома Јовановић, трговци Михаил Нукић, Димитрије Персијановић, Павел Теодоровић и Илија Николић, те Димитрије Пејић - скупљач претплате. Пејчићеву корисну књигу о медицини донели су 1834. године у Шиклош претплатници: поп Обрадовић парох, Мојсеј Војиновић поштар, Марко Деметровић епитроп, Јован Апостоловић учитељ, трговци Димитрије Персијановић и Паја Теодоровић, занатлије - Дионизије Адамовић абаџија, Никола Глумац немачки ћурчија, Тимотије Ароновић ужар и епитроп, те Арсеније Видак живописац - који је можда ту послом. Друго издање те књиге намењене „сељанима”, купио је 1840. године једини у Шиклушу, поп Стефан Обрадовић. Књигу историјску коју је написао старо-бечејски учитељ 1857. године купили су грађани Шиклуша: Ђорђе Витомировић учитељ и скупитељ претплате, Арсен Видак? живописац, Јован Пандуровић трговац, Васа Поповић трговац, Паја Софић казанџија, Сима Ароновић ужарски калфа, Паја Радојчић ћурчијски калфа, Стефан Станковић колачарски калфа и Никола Ђорђевић ћурчијски калфа (помоћник).
Године 1826-1830. парох шиклошки био је поп Василије Адамовић. Месни парох Стеван Обрадовић је 1845.(ту и 1833) године био претплатник „Летописа Матице српске” у Будиму.
По државном шематизму православног клира у Угарској из 1846. године, у градићу Шиклошу је православно парохијско звање основано и црквене матице се воде од 1777. године. У месту је православни храм посвећен Св. великомученику Димитрију, има 337 православаца, а парох месни је 1846. године поп Стефан Обрадовић (ту и 1866). Парохијска филијала је оближњи Сент Мартон. Протојереј Стеван Гојковић је 1893. године добио право ношења црвеног појаса и наслов протојереја, а 1896. године био одликован од стране владике Мађаревића, надбедреником.
Заједно Шиклош и Сен Мартон имали су 1865. године 199 православних парохијана, у једној парохији шесте класе. У самом Шиклошу је пописано 1867. године 156 православних душа.
У Шиклушу је био на снази стари обичај да се свека године „о новом лету” (новој години) бира варошки биров. Смењивали су се бирови сваке две године. Када је 1869. године требало да Србин буде биров, одупрли су се католици. Али захваљујући подршци калвиника и Чивута, ипак је изабран српски кандидат биров (кнез)Васа Николић. Срби православци и Срби католици нису били у слози и љубави. Четири претплатника из Шиклоша је 1882. године куповало Змајев хумористички часопис „Стармали”, из Новог Сада. Двојица од њих били су Јован Пандуровић и Јован Шешић (1884). Дао је оглас у српском листу 1883. године Јован Пандуровић из Шиклоша. За своју шпецерајску радњу тражио је млађег помоћника и практиканта.
Општина та је 1745. године издвојила 40 ф. за издржавање српске школе. Учитељ Јован Живановић родом из Шиклоша, био је 1798. године у Српском Бечеју (Старом) колега са Јоакимом Вујићем књижевником и позоришним ствараоцем. Шиклошки учитељ Јован Апостоловић претплатио се 1814. године на књигу са античком тематиком у Шопрону. Исти Апостоловић је учитељ и пренумерант и 1834. године, а Павле Сентомашки је био неколико година шикловачки учитељ, пре 1845. године. У насељу је 1846. године радила вероисповедна школа, школски директор је Јован Алексић, а 19 ђака учио Стефан Стрелчевић учитељ. Године 1858. дат је штури извештај о српским школама у шопроњској области. Свуда су пароси били школски директори. Мохачка и шиклошка школа имају своје мале библиотеке. Постављен је 1866. године Васа Урсић за месног учитеља. Завршио је шест разреда гимназије и Препарандију. Црквено-школска општина у Шиклошу је 1867. године дала за „Школски фонд” из кога ће се исплаћивати учитељске пензије, велики износ од 411 ф. Њен дуг за поменути Фонд је 1865. године износио само 8 ф. Шиклош је тражио 1867. године српског учитеља, са основном годишњом платом 220 ф. Плата учитеља 1869. године не зна се зашто спала је на 120 ф. Учитељ у Шиклошу, Ђорђе Дерикрадић је 1880. године после краћег рада, прешао у Шид, а на његово место је постављен као привремени Милан Костовић. Расписан је 1881. године стечај за упражњено место учитеља у Шиклошу барањском градићу. Понуђена плата је износила 400 ф. годишње уз друге принадлежности. На расписаном стечају за учитеља из 1883. године понуђена плата је износила 451 ф. Јован Алексић је тада био председник Школског одбора. Изабран је 1883. године учитељ Павле Коњовић из Чуруга. Када је школски референт посетио месну школу фебруара 1884. године нашао је да учитељ Јован Кнежевић са 22 ученика ради наставне предмете „добро”. Али тражио је у свом извештају да исти учитељ почне да предаје и друге обавезне предмете: геометријско обликословље, цртање, гимнастику и вртларство. А од Шиклушке општине је захтевано да уреди школу: искорени влагу из задњег школског дувара (зида), постави зелену завесу на стаклена школска врата, оправи и патоше задњу учитељеву собу, преградом направи „јестичару” у њој (шпајз), те оправи ограду учитељске баште и склони сметилиште. Умро је шиклошки учитељ Јован Кнежевић септембра 1888. године. Нови учитељ у месној школи је 1889. године је Лаврентије Михајловић. Шиклошани су 1892. и 1894. године тражила учитеља за српску школу са годишњом платом од 400 ф. Постављен је за новог учитеља у Шиклошу, и добио декрет о сталности, Љубомир Башић. Башић је убрзо поднео исте године оставку, па је расписан нови стечај, са понуђеном платом 400 ф. из црквено-општинске благајне и 21 ф. из варошке благајне. Сарадник „Школског листа” из Сомбора, био је 1899—1900. године Јован Удицки учитељ у Шиклошу. Велимир Недељковић је парох у Шиклошу 1902. године. Српска вероисповедна школа у месту је 1905. године радила у здању подигнутом чак 1787. године. Учитељ је био Сава Конурић родом из Сомбора, и налазио се пет година у месту. Редовну наставу је похађало 15, а недељну школу свега три ученика. Сава Канурић учитељ у Шиклошу је 1907. године и по статуту перовођа црквене општине.
Скупило је тридесетак Срба из Шиклуша 1878. године прилог за пострадале Црногорце у износу од 115 ф. Највећи приложници били су: Софија Петровић рођ. Војновић 10 ф, Олга и Евелина Николић ћ свака по 5 ф, Милева Пандуровић 5 ф, Анђелија Јанчић рођ. Пандуровић 5 ф, Јован племенити Алексић 5 ф, Ђорђе Савић 5 ф, Ефтимије Деметровић 5 ф, Глигорије Деметровић 5 ф, Никола Пеић 5 ф. и браћа Станковић 4 ф. Рекламирао је у српском листу 1883. године своју гвожђарску радњу Д. Пластић у Шиклошу. Шпецерајску радњу је у исто време држао у месту и Јован Пандуровић. Воскар шиклошки Стеван Станковић је своју радњу која постоји 60 година, огласом у црквеном листу, препоручивао муштеријама - свештеницима и туторима црквеним.
По српском извору из 1905. године Шиклуш је велика општина, у којој живи 4967 становника у 782 куће. Срба је мало; има их 123 а станују у 23 православна дома. Од српских јавних здања ту су православна црква и школа. Црквена општина постоји, скупштина је редовна а председник је Паја Станковић. Парохији најниже шесте класе припада и парохијска филијала Дравасентмартон. Храм је тада у добром стању, има парохијски дом, постоји и српско православно гробље. Месни парох је поп Илија Чупић од 1907. године. Земљишни посед је минималан, мање од једног кј, али постоје три мале закладе парохијана. Биле су то Закладе Стева Обрадовића, Софије Војновић и Марије Карамате - опредељене за њихове парастосе.
Почетком 21. века у Шиклеушу је српска православна црква посвећена Св. Димитрију, у центру града. Има ограђену порту и улазну капију на западном делу. У порти је шест епитафа надгробних од црвеног мермера из 1738, 1754. и 1766. године. Углавном су то обележја грчим и српским трговцима. Око цркве је било можда прво гробље. Српско православно гробље је у источном делу насеља. Око њега су католичко и јеврејско гробље. Гробље је у добром стању и ту се налази неколико споменика погинулих војника Бугара и Руса, као неких из Првог светског рата. Многи шиклошки становници су били богати јер су се бавили трговином; то се види и по њиховим раскошним споменицима. Само четири споменика су са краја 18. века, а остали из 19. века - укупно 92.

## Знаменитости
Међу знаменитости града убрајају се:
- тврђава (данас се у њој налази музеј), први пут поменута 1294. године,
- фрањевачки манастир из 15. века, као и
- Малкоч-бегова џамија из 16. века.
- Српска православна црква са краја 18. века, која је подигнута у част Светог Димитрија. Унутрашњост храма је осликао зограф Христофор Жефаровић 1739—1740. године.

## Партнерски градови
- Ајуд
- Доњи Михољац
- Фелдбах
- Форново ди Таро
- Молдава над Бодву

## Галерија
- улаз у тврђаву
- Малкоч-бегова џамија
- Римокатоличка црква
- Градска кућа Шиклоша